# مكر
مَكَرُ (بالهندستانية: مکر/मकर) مخلوق بحري أسطوري في الأساطير الهندوسية. يظهر على أنه حامل (وَاهَنٌ) لإلهة النهر كنكا ونرمادة وإله المحيط وَرُون. والاسم هو كلمة سنسكريتية تعني "حيوان البحر، التمساح".
في الأعمال الفنية السنهالية القديمة، يتكون مكر من ستة أو سبعة أجزاء لحيوانات مختلفة، مثل: جذع الفيل، وفكي التمساح، وآذان الفأر أو القرد، والأسنان المبثوقة للخنازير البرية، وعمود ذيل الطاووس وأقدام الأسد. خلال العصور الويدية عندما كان إندرة إله السماء، أصبح ورون (إله الماء الويدي) إله البحار وركب مكر، والذي كان يسمى "مركبة الوحش المائي".